# Koga Tomomichi
Koga Tomomichi (久我 具通?   1342 - 13 de abril de 1397) fue un kugyō (cortesano japonés de clase alta) que vivió durante la era Nanbokuchō. Fue miembro de la familia Koga (derivado del clan Minamoto) e hijo del cortesano Koga Michimasa.
Ingresó a la corte imperial en 1344 y fue nombrado chambelán. En 1345 fue promovido al rango jugoi superior, en 1347 al rango shōgoi inferior, en 1348 al rango jushii inferior, en 1353 al jushii superior, en 1354 al shōshii inferior y en 1356 promovido al rango jusanmi, convirtiéndose en cortesano de clase alta.
Fue designado en 1358 como vicegobernador de la provincia de Shinano, en 1360 como gonchūnagon, además fue promovido en 1362 al rango shōsanmi y en 1364 al rango junii. En 1365 fue nombrado gondainagon, en 1370 fue ascendido al rango shōnii y en 1373 fue designado líder del clan Minamoto.
En 1388 fue nombrado udaijin hasta 1394, y en 1391 fue promovido al rango juichii. Posteriormente, entre 1395 y 1396 fue nombrado Daijō Daijin (Canciller del Reino).
Días después renunció a la vida como cortesano y se convirtió en monje budista (shukke), falleciendo al año siguiente.